# Nut
Nut (hay Nunut, Nenet, Naunet, Nuit) là nữ thần bầu trời nằm trong Bộ chín vĩ đại của Heliopolis của tôn giáo Ai Cập cổ đại. Bà là con gái của thần không khí Shu và nữ thần độ ẩm Tefnut. Bà lấy người anh em của mình là thần mặt đất Geb làm chồng và có 4 người con: Osiris, Isis, Set, Nephthys.
Bà được coi là một người phụ nữ khỏa thân với những ngôi sao đính trên người, nằm phủ lên trên mặt đất. Khi Ra trở nên chán nản việc cai trị, bà theo ngài về thiên đường với hình dáng loài bò.
Nut thường xuất hiện với hình hài người phụ nữ, đội trên đầu cái bình.

## Thần thoại
Theo một số truyền thuyết, khi thấy Geb và Nut ôm nhau say đắm, thần Ra vô cùng tức giận đã lệnh cho Shu phải chia tách họ ra. Khi biết Nut có thai, Ra tuyên bố Nut "sẽ không sinh con vào bất cứ ngày nào trong năm". Bấy giờ, 1 năm chỉ có 360 ngày. Thoth biết được chuyện nên đã tìm cách giúp bà. Ông cùng thần Mặt trăng Khonsu đánh cờ, và quy ước nếu Khonsu thua thì phải đưa cho Thoth một phần ánh sáng của mình.
Thoth là vị thần trí tuệ nên Khonsu đã thua ông rất nhiều lần, và số ánh trăng thu được đủ tạo thêm 5 ngày nữa. Trong 5 ngày này, Nut đã hạ sinh 5 vị thần: Osiris, Isis, Set, Nephthys và trong một số truyền thuyết, có cả Horus. Về sau, khi các giáo phái khác nhau hình thành, Horus trở thành con trai của Isis và Osiris. 
Người Ai Cập cổ đại cho rằng, Mặt trời "lăn" trên cơ thể của Nut, bị nuốt chửng vào lúc hoàng hôn, và tái sinh vào lúc bình minh. Nut uốn cong người tạo thành bầu trời, cũng là hàng rào ngăn cách thế giới khỏi sự hỗn loạn của vũ trụ. Tay và chân của bà chạm đất, tạo nên 4 hướng bắc, nam, đông và tây.
Một biểu tượng thiêng liêng của Nut là các bậc thang được sử dụng để đưa Osiris lên thiên đàng. Các bậc thang được xây trong mộ người chết của mang ý nghĩa tương tự như vậy, vì thế Nut được coi là nữ thần bảo vệ người chết.

## Tham khảo

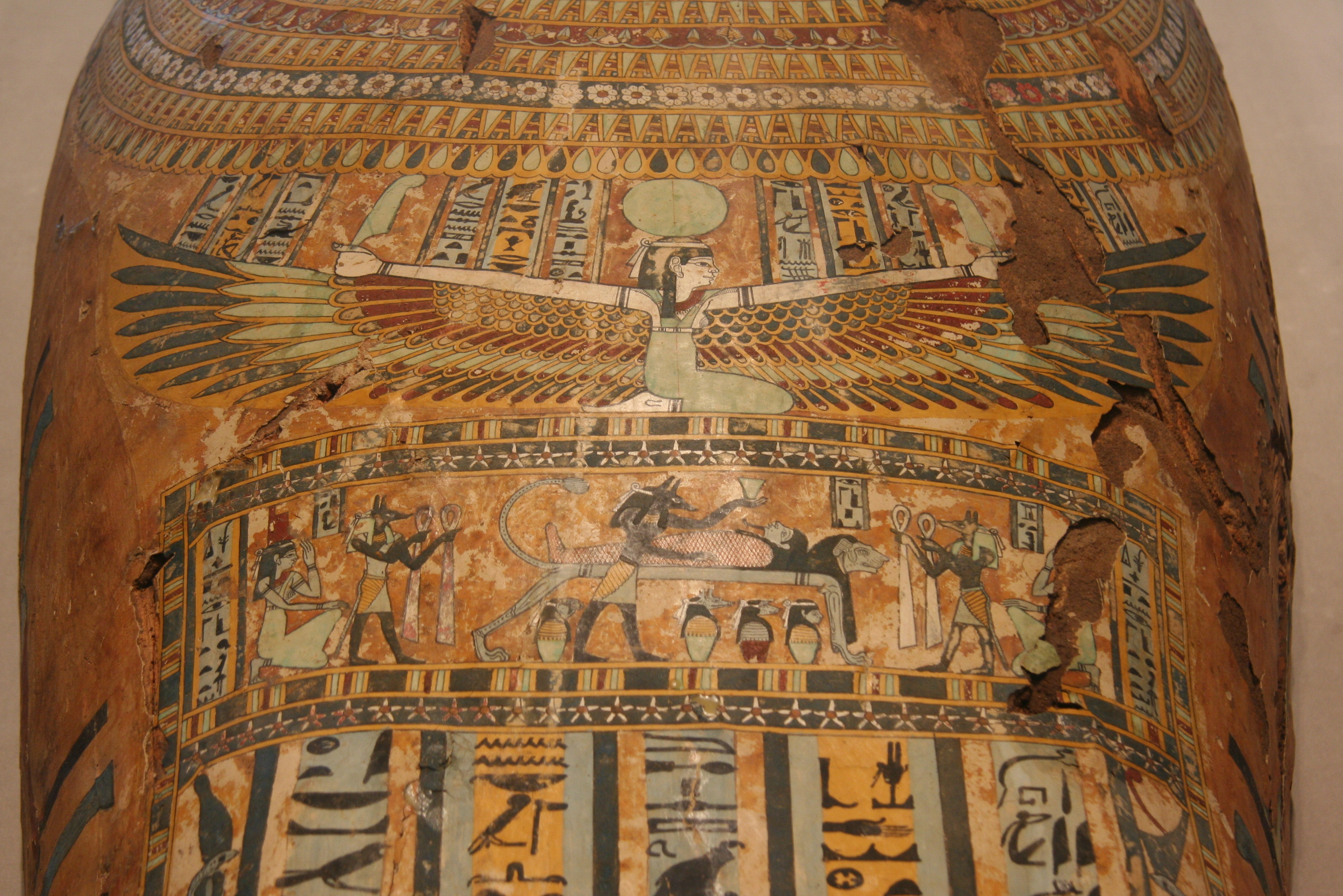
Nữ thần Nut với đôi cánh của mình trải dài trên một chiếc quan tài